# 李安民 (数学家)
李安民（1946年9月—），男，籍贯四川大竹，生于重庆，中国数学家，四川大学教授，中国科学院院士。

## 生平
1969年毕业于北京大学数学力学系，1981年获该校硕士学位，1991年获德国柏林技术大学博士学位。